# ティタノボア
ティタノボア（学名：Titanoboa）はヘビの属の一つ。学名は「巨大なボア」を意味する。K-T境界の1000万年ほど後となる、約6,000-5,800万年前（暁新世）に生息していた。
Titanoboa cerrejonensis の1種のみが知られており、既知の種の中で史上最大のヘビである。

## 発見
2009年、フロリダ大学の脊椎動物を専門とする古生物学者Jonathan Blochとパナマのスミソニアン熱帯研究所の古植物学者であるCarlos Jaramilloが率いる国際科学者チームの遠征によって、28個体の化石がコロンビアのラ・グアジーラ県にある炭鉱内のCerrejón累層から発見された。この発見以前には、南アメリカの暁新世の熱帯地層から脊椎動物化石はわずかしか発見されていなかった。この脊柱の化石を現存するヘビと比較した結果、T. cerrejonensis は最大全長12-15メートル、体重およそ1,135キログラム、最も太い部分の直径は1mと見積もられた。

## 気候
ヘビは変温動物であることから、本属の生息していた熱帯はそれまでの推測よりも暖かく、平均して30℃前後の気温でなければならないと推定される。このヘビが生息していた時代の地球は現在より暖かく、変温動物であるヘビも現在のものに比べて非常に大きくなることが可能だった。現在でも、大型の変温動物は熱帯地域に、小型のものは赤道から離れた場所に生息していることもこれを裏付けている。
だがこの推測を否定する研究結果もある。例えばネイチャー誌の2009年の研究においては、オーストラリアの温帯域から発見された古代のオオトカゲの化石に上記の研究の数理モデルを適用すると、現在の熱帯域に生息するコモドオオトカゲは10mを超えていなければならない、というあり得ない結果が得られることを指摘している。
あるバイオメカニクスの専門家はネイチャー誌の別の記事において、このヘビは巨大であるため代謝熱を多量に発生させていて、周囲の温度が現在の予測よりも4-6℃低くなければ過熱してしまう、と批評している。